# Uwe Hötzel
Uwe Hötzel (* 8. Juni 1959) ist ein ehemaliger deutscher Fußballspieler. Für den FC Karl-Marx-Stadt und die BSG Sachsenring Zwickau spielte er zwischen 1977 und 1983 in der DDR-Oberliga, der höchsten Spielklasse im DDR-Fußball. Hötzel ist mehrfacher DDR-Juniorennationalspieler.

## Sportliche Laufbahn
Als Spieler des FC Karl-Marx-Stadt (FCK) bestritt Uwe Hötzel zwischen Oktober 1976 und März 1977 sieben Länderspiele mit der DDR-Juniorennationalmannschaft, in denen er als Stürmer eingesetzt wurde. In der Saison 1977/78 kam er zu seinem ersten Einsatz in einem Oberligaspiel. In der Begegnung des 13. Spieltages am 17. Dezember 1977 spielte der 18-jährige Hötzel in der Begegnung FC Rot-Weiß Erfurt – FCK (1:0) anstelle des nominellen Linksaußenstürmers Hartmut Rauschenbach auf dessen Position. Obwohl Rauschenbach bis zum Saisonende nicht mehr eingesetzt wurde, bekam der 1,74 große Hötzel keine weitere Chance in der Oberligamannschaft des FCK. In den folgenden drei Spielzeiten bis 1981 wurde er stets für die Nachwuchsoberliga nominiert. Im Herbst 1978 gab ihm Trainer Manfred Kupferschmied in vier Oberligaspielen die Möglichkeit, sich als Stürmer auf der linken Angriffsseite zu etablieren, verzichtete aber danach bis zum Ende der Spielzeit auf weitere Einsätze. 1979/80 brachte es Hötzel zwischen dem 7. und 15. Oberligaspieltag auf acht Einsätze, in denen er fünf Mal als Linksaußen in der Startelf stand.
Ohne weitere Oberligaeinsätze für den FC Karl-Marx-Stadt wechselte Hötzel im November 1980 zum Oberligakonkurrenten BSG Sachsenring Zwickau. Am 11. Spieltag gab er als Einwechselspieler seinen Einstand in der Zwickauer Oberligamannschaft. Zwischen dem 15. und 18. Spieltag stand er als Linksaußen in der Startelf, danach lief ihm Uwe Fuchs den Rang ab, und Hötzel kam nur noch einmal als Einwechselspieler zum Einsatz.
Obwohl die BSG Sachsenring Hötzel auch für die Saison 1981/82 als Oberligaspieler im Aufgebot benannte, kam er für Zwickau nicht mehr in der Oberliga zum Einsatz. Tatsächlich war Hötzel bereits im August 1981 zum FCK zurückgekehrt, wo er am 3. und 9. Spieltag zwei Kurzeinsätze in der Oberligamannschaft hatte. Nachdem Hötzel in der Spielzeit 1982/83 nur am 17. Oberligaspieltag für acht Minuten eingewechselt worden war, wurde das Engagement des 24-Jährigen beim FC Karl-Marx-Stadt am Saisonende beendet. Neben seinen sieben Oberligaspielen in Zwickau mit zwei Toren war er in Karl-Marx-Stadt nur auf 15 Erstligaeinsätze gekommen.
Hötzel führte seine Fußballerlaufbahn beim DDR-Ligisten Aufbau Krumhermersdorf fort. In der Saison 1983/84 bestritt er zwölf der 22 ausgetragenen Punktspiele, in denen er einmal zum Torerfolg kam. 1984/85 kam er nur noch auf sieben Punktspieleinsätze. Am Saisonende stieg Krumhermersdorf aus der DDR-Liga ab. Uwe Hötzel kehrte danach nicht mehr in den höherklassigen Fußball zurück.